# Anđela Bulatović
Anđela Bulatović (født Dragutinović 15 Januar 1987 i Titograd, SFR Jugoslavien) er en montenegrinsk håndboldspiller som spiller for Érdi VSE i Ungarn og Montenegros håndboldlandshold.